# Далтон Гарденс (Ајдахо)
Далтон Гарденс (енгл. Dalton Gardens) град је у америчкој савезној држави Ајдахо.

## Демографија
По попису из 2010. године број становника је 2.335, што је 57 (2,5%) становника више него 2000. године.
| Група             | 2000.         | 2010.         |
| Белци             | 2.188 (96,0%) | 2.207 (94,5%) |
| Афроамериканци    | 1 (0,0%)      | 4 (0,2%)      |
| Азијати           | 1 (0,0%)      | 9 (0,4%)      |
| Хиспаноамериканци | 45 (2,0%)     | 75 (3,2%)     |
| Укупно            | 2.278         | 2.335         |